# Rachid Benayen
Rachid Benayen, né le 13 février 1979 à Lyon (Rhône, France), est un footballeur algérien évoluant au poste d'attaquant.
Rachid Benayen a disputé un total de 160 matchs[réf. nécessaire] en Ligue 2. Il a été vainqueur de la coupe de la ligue en 2000 avec le FC Gueugnon, il est monté en ligue 2 avec le FC Rouen et a été sacré champion d'Algérie en 2004 avec la JSk .

## Carrière
- 1998-1999 :  Vaulx-en-Velin
- 1999-2000 :  FC Gueugnon
- 2000-2002 :  Chamois Niortais FC
- 2002-2003 :  FC Rouen
- 2003-2004 :  JS Kabylie
- 2005-2006 :  AS Moulins
- 2006-2007 :  AS Lyon-Duchère
- 2007- janv. 2008 :  FC Libourne-Saint-Seurin
- fév. 2008- juin 2009 :  UR Namur
- 2011-2012 :  Vaulx-en-Velin[1]

## Palmarès
- Champion d'Algérie en 2004 avec la JSK
- Finaliste de la Coupe d'Algérie en 2004 avec la JSK
- Vainqueur de la coupe de la ligue en 2000 avec le fc Gueugnon
- Montée en ligue 2 avec le fc Rouen en 2003
- Finaliste tournoi Hassan 2 en 2001 avec la sélection algérienne